# Bruno Hildebrand
Pour les articles homonymes, voir Hildebrand.
Friedrich Bruno Hildebrand, né le 6 mars 1812 à Naumbourg et mort le 29 janvier 1878 à Iéna, est un économiste et homme politique prussien.

## Biographie
Hildebrand étudie le droit à Leipzig, puis à Breslau. Il fait partie à Leipzig dès 1832 de la société d'étudiants Alte Leipziger. Après plusieurs années en tant que doyen et professeur extraordinaire à Breslau, il s'installe en 1841 à Marbourg, où il ne tarde pas par son indépendance de vues à entrer en conflit avec l'administration. Il est nommé en 1844-1845 recteur de l'université de Marbourg. Il est suspendu en 1846 pour avoir publié un article critiquant le roi de Prusse dans le journal allemand de Londres, la Londoner Zeitung. Il ne retrouve sa liberté de parole qu'en 1848.
Il est délégué au pré-parlement de Francfort en 1848. Du 18 mai 1848 au 18 juin 1849, il représente la circonscription de Marbourg au parlement de Francfort. De 1851 à 1856, il enseigne à la Grande École de Zurich (future université); ensuite à Berne, où il fonde le premier bureau de statistiques de Suisse. En 1861, il est nommé professeur d'économie et de statistique à Iéna, où il a notamment pour étudiant Hans von Scheel (de). Il y meurt en janvier 1878.
Son fils Richard Hildebrand (1840–1918) devient également économiste, tandis que son fils Adolf (1847–1921) devient sculpteur, l'un des plus éminents de son époque.

## Œuvre
- Die Nationalökonomie der Gegenwart und Zukunft. Frankfurt/Main 1848.
- Die kurhessische Finanzverwaltung. Kassel 1850.
- Statistische Mitteilungen über die volkswirtschaftlichen Zustände Kurhessens. Berlin 1853.
- Beiträge zur Statistik des Kantons Bern, Bd. 1. Bern 1860.
- Il édite à partir de 1863 le Jahrbücher für Nationalökonomie und Statistik (publié à partir de 1873 avec Johannes Conrad), ainsi que le Statistik Thüringens, 2 vol. Iéna, 1867–1878.